# The Captain of Her Heart
Singles de Double
Woman of the World
(1984) Devils Ball
(1987)
Clip vidéo
[vidéo] « Double - The Captain of Her Heart (version Europe) », sur YouTube
[vidéo] « Double - The Captain of Her Heart (clip USA) », sur YouTube
The Captain of Her Heart (« Le capitaine de son coeur » en anglais) est une chanson du groupe suisse Double, parue sur leur premier album Blue (en). Elle est sortie en septembre 1985 comme premier extrait de l'album.
Le single rencontre un succès international, atteignant la 8e place du UK Singles Chart, la 9e place du Top 50 français et la 16e place du Billboard Hot 100, faisant ainsi de Double le premier groupe suisse à atteindre le top 40 de ce dernier classement,.

## Contexte

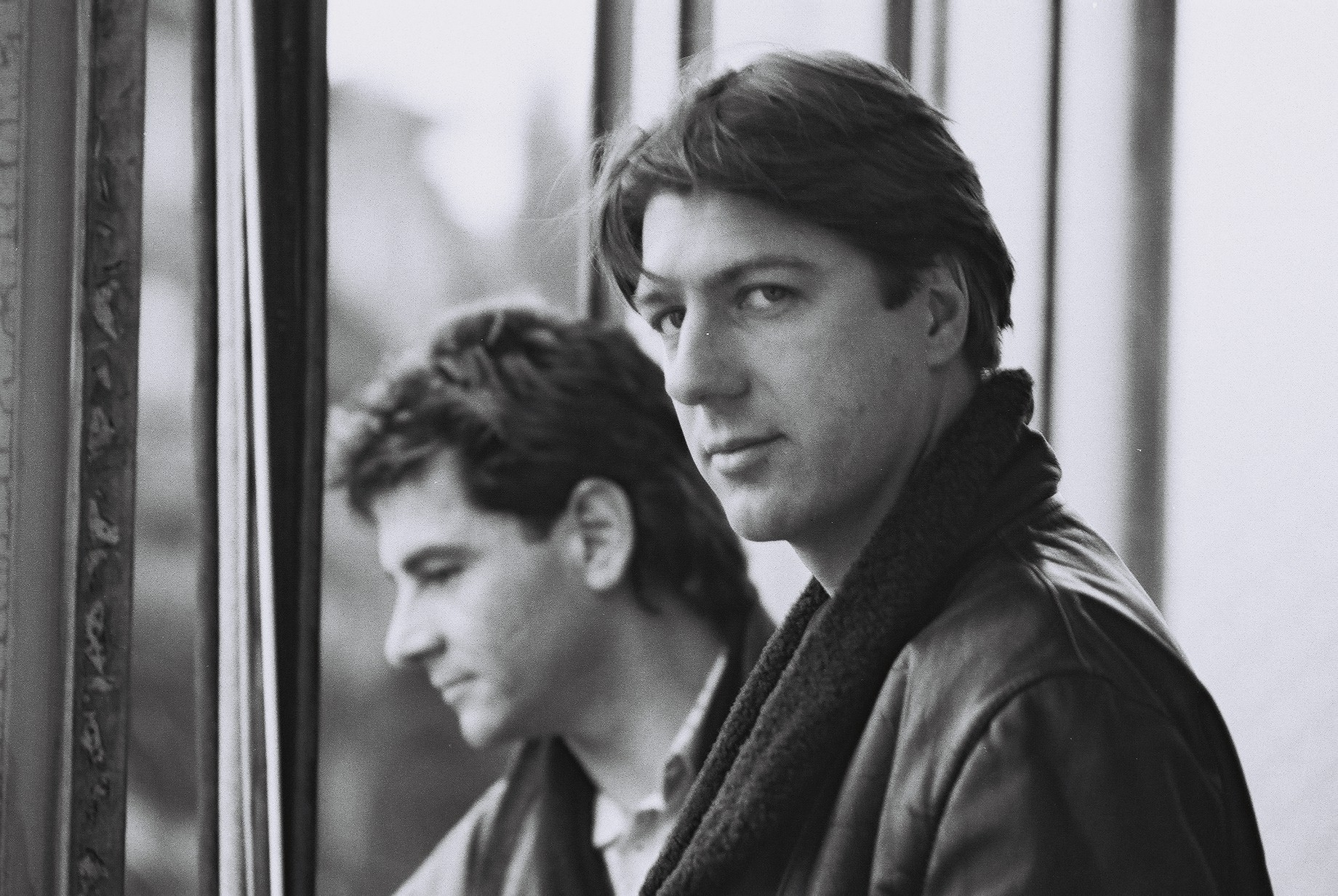
Le groupe Double (Felix Haug et Kurt Maloo) en 1986.

Le claviériste Felix Haug avait enregistré la maquette d'une mélodie sur son synthétiseur Oberheim, dans un style « très années 80 », plusieurs mois avant que Double n'entre en studio pour enregistrer son premier album. En studio, le chanteur Kurt Maloo entend cette mélodie et s'y intéresse. L'ingénieur du son suggère à Haug de la jouer sur un piano à queue, au lieu d'un synthétiseur style années 80, pour guider la voix de Maloo. Cependant, lorsque la mélodie au piano a été enregistrée, Maloo a voulu la laisser telle quelle. Le saxophone de la chanson est joué par Christian Ostermeier.
Dans une interview accordée en 2013 Maloo explique : « J'ai écrit les paroles du play-back en un rien de temps dans le studio. Comme un écrivain fantôme. Elles étaient juste là, sans crier gare. C'était presque effrayant. Je n'aurais jamais pensé que ces paroles toucheraient autant de cœurs à travers le monde et je suis encore bouleversé par tous les commentaires positifs que je reçois sur internet ».

## Thème et composition
Le groupe Double compose et écrit cette chanson de style new wave des années 1980 sur le thème mélancolique et nostalgique d'une femme amoureuse qui finit par arrêter d'attendre le retour de la longue absence de son amoureux, avec la voix baryton de Kurt Maloo (en), sur fond de piano, de saxophone soprano, de flûte et de synthétiseur : « Tellement séparés et depuis si longtemps, elle ne pourrait pas attendre un jour de plus, le capitaine de son cœur, à mesure que le jour approchait, elle s'arrêta, elle arrêta d'attendre un jour de plus, le capitaine de son cœur... ».

## Clip
Plusieurs clips sont tournés avec un montage d'images et de son du duo multi-instrumentiste, avec Kurt Maloo au chant, à la guitare et au saxophone soprano, et Felix Haug au chant, au piano et à la batterie.
La version d'origine suisse présente le groupe en train d'interpréter la chanson dans une pièce sombre. La version américaine de la vidéo comporte plus d'éléments scénaristiques, avec des plans alternés des membres du groupe et de divers mannequins féminins. Une émission de télévision incorporant des éléments de la vidéo américaine fait apparaître le groupe comme ayant quatre membres. La pochette de l'album représente également deux fois chaque artiste.

## Réception

### Accueil critique
Dans une critique rétrospective de la chanson, le journaliste de AllMusic Stewart Mason suggère que la chanson est « l'un des grands succès sans lendemain du milieu des années 1980 ». Mason ajoute : « Le duo suisse n'a jamais réussi à tirer parti de la sophistication décontractée et de la grâce mélodique de cette chanson, mais elle reste une glorieuse anomalie ».

### Accueil commercial
Le single est un succès international, vendu à plus de 1,5 million d'exemplaires, arrivé au sein du top 10 de plusieurs pays d'Europe, en particulier à la 8e place des singles britanniques, 9e du Top 50 français et la 16e place du Billboard Hot 100 américain. Il se classe à la 11e position en Suisse, le pays du duo.

## Liste des pistes
| A. | The Captain of Her Heart                 | 4:35 |
| B. | Your Prayer Takes Me Off (Part II – Dub) | 4:04 |

| A. | The Captain of Her Heart                 | 3:59 |
| B. | Your Prayer Takes Me Off (Part II – Dub) | 4:04 |

| 1. | The Captain of Her Heart                 | 4:35 |
| 2. | Your Prayer Takes Me Off (Part II – Dub) | 4:04 |
| 3. | Your Prayer Takes Me Off (Part I)        | 6:30 |

## Classements
| Classement (1985–86)                   | Meilleure position |
| -------------------------------------- | ------------------ |
| Allemagne de l'Ouest (Media Control)   | 10                 |
| Australie (Kent Music Report)          | 64                 |
| Autriche (Ö3 Austria Top 40)           | 15                 |
| Belgique (Flandre Ultratop 50 Singles) | 17                 |
| Canada (Top Singles)                   | 17                 |
| Canada (Adult Contemporary Tracks)     | 4                  |
| États-Unis (Hot 100)                   | 16                 |
| États-Unis (Adult Contemporary)        | 4                  |
| Europe (European Hot 100)              | 19                 |
| France (SNEP)                          | 9                  |
| Irlande (IRMA)                         | 6                  |
| Italie (Musica e dischi)               | 3                  |
| Norvège (VG-lista)                     | 9                  |
| Nouvelle-Zélande (RMNZ)                | 32                 |
| Pays-Bas (Nederlandse Top 40)          | 51                 |
| Pays-Bas (Nationale Hitparade)         | 37                 |
| Royaume-Uni (UK Singles Chart)         | 8                  |
| Suisse (Schweizer Hitparade)           | 11                 |

| Classement (1986)               | Position |
| ------------------------------- | -------- |
| États-Unis (Adult Contemporary) | 33       |
| Europe (Eurochart Hot 100)      | 41       |
| France (SNEP)                   | 62       |
| Italie (Musica e dischi)        | 18       |

## Reprises et adaptations
The Captain of Her Heart est repris notamment par Randy Crawford, Laurent Voulzy (en anglais, album de reprises La Septième Vague, de 2006), Koto, Roland Kaiser et Duncan Millar (en).